# Actinochaetopteryx bivittata
Actinochaetopteryx bivittata là một loài ruồi trong họ Tachinidae.